# Holts kommun
Holts kommun (norska: Holt kommune) var en kommun i Aust-Agder fylke i södra Norge. Kommunen omfattade den västra delen av nuvarande Tvedestrands kommun samt ett område i den nordöstra delen av nuvarande Arendals kommun (Strengereids krets). Byn Fiane utgjorde kommunens centralort.

## Administrativ historik
Holts kommun upprättades den 1 januari 1838 (som Holt formannskapsdistrikt) när Formannskapslovene från 1837 trädde i kraft. 
Den 1 januari 1881 överfördes ett bebott område (med 52 invånare) från Holts kommun till Dypvågs kommun.
Den 1 juli 1919 överfördes ett annat bebott område (med 14 invånare) från Holts kommun till Austre Molands kommun.
Den 1 januari 1960 gick Holts kommun, tillsammans med Dypvågs kommun, upp i Tvedestrands kommun. Kommunens hade då 3 759 invånare.
Den 1 januari 1962 överfördes en del av den tidigare kommunen Holt (Strengereids krets med 375 invånare) från Tvedestrands kommun till Molands kommun (sedan den 1 januari 1992 en del av Arendals kommun).